# ポルフ
ポルフ（PPORF）とは、工場革新のための実践的プログラム（Practical Program Of Revolutions in Factories）のこと。

## 概要
- 生産力向上、企業体質改善を強化するための20の項目と、それを実現するための手法。一つ一つを単独に進めるよりも、同時にバランスよく進めることが高い効果を生むとしている。
- 定期的（たいていは毎月）に、各項目ごと5点満点で自己採点をし、3年程度の中期計画をもとに進めていく。
- 海外では「20Keys」と呼ばれている。

## ポルフ20項目
1. 整理・整頓・清潔・清掃
2. 職制の整流化・目標管理
3. 小集団活動
4. 中間仕掛り量の減少
5. 段取り替え迅速化
6. 作業改善（製造のVA）
7. 監視作業ゼロ
8. 職場間のつなぎ
9. 機械設備の保全
10. 作業規律
11. 品質保証体制
12. 外注体質強化支援
13. 宝の山案内図によるムダ追放
14. 改善コーナー・自己改善能力
15. 多能化・人員配置変化対応
16. 工程管理
17. 能率管理
18. マイコン利用
19. 省エネ・省資源
20. 新技術・固有技術

## 関連書籍
- 小林巌夫『全員参加による工場革新　ポルフ実践法』日刊工業新聞社、1994年10月。ISBN 4-526-03597-1。